# Areafunktion
In der Mathematik bezeichnet man mit Areafunktionen die folgenden sechs Funktionen:
- Areasinus hyperbolicus und Areakosinus hyperbolicus
- Areatangens hyperbolicus und Areakotangens hyperbolicus
- Areasekans hyperbolicus und Areakosekans hyperbolicus

Sie sind die Umkehrfunktionen der Hyperbelfunktionen. Die Bezeichnung area (lat. Fläche) gibt an, dass diese den Flächeninhalt eines Sektors der Einheitshyperbel {\displaystyle x^{2}-y^{2}=1} berechnen. Analog dazu berechnen die Arkusfunktionen (arcus lat. Bogen) die Bogenlänge eines Sektors des Einheitskreises {\displaystyle x^{2}+y^{2}=1.}

Graphen der Areafunktionen
Areasinus hyperbolicus
Areakosinus hyperbolicus
Areatangens hyperbolicus
Areakotangens hyperbolicus
Areasekans hyperbolicus
Areakosekans hyperbolicus